# Goldfield (Nevada)
Pour les articles homonymes, voir Goldfield.
La census-designated place de Goldfield est le siège du comté d'Esmeralda, situé dans l'État du Nevada, aux États-Unis.

## Histoire
Le gisement d'argent de Comstock est en 1859 à l'origine de Virginia City, qui compte jusqu'à 30 000 habitants ; le gisement d'or de Goldfield prend en 1902 le relais pour générer Goldfield, ville champignon à 1 800 mètres d'altitude, en plein désert. En octobre 1903, 36 prospecteurs fondent la commune, qui prend d'abord le nom de Grandpa, avant de changer pour Goldfield, meilleur pour la promotion de la ville. D'abord simple campement de tentes, Goldfield compte 6 000 habitants en janvier 1905 et 10 000 en décembre de la même année. Elle souffre cependant de son isolement, jusqu'à l'arrivée d'une ligne de chemin de fer. Elle compte 20 000 habitants en 1907, ce qui en fait à l'époque la ville la plus peuplée de l'État. Générant environ 11 millions de dollars, elle voit se multiplier les bâtiments (49 salons, 27 restaurants, 6 pâtisseries, 15 barbiers, 84 avocats, 14 civettes, 21 épiceries, 22 hôtels, 40 médecins ou encore 10 assureurs).
En 1907, un conflit y oppose les syndicats IWW et WFM (en) aux propriétaires des mines. Le 20 janvier, les syndicats paralysent ainsi la ville afin de commémorer la mort de révolutionnaires russes. L'armée est alors envoyée à Goldfield afin d'empêcher le déclenchement d'émeutes.
Le plus grand hôtel de la ville, le Goldfield Hotel, comptait 150 chambres. Disposant du premier ascenseur du Nevada, il accueillait une clientèle luxueuse. Un tunnel en partait pour permettre d'arriver au red district, qui comptaient une cinquantaine de bungallows. Des douches furent alors installées dans le sous-sol de l'hôtel afin que les maris infidèles puissent se nettoyer à leur retour, avant de rejoindre leurs épouses. Fermé en 1945, il est ensuite la cible de pillards même si de lents travaux ont été engagés depuis les années 2000 pour le réhabiliter. Tout comme l'école abandonnée, l'hôtel est l'objet de mythes quant à la présence de fantômes, ce qui attire certains touristes ou médias étrangers.
La prospérité de Goldfield prend fin rapidement, après la période faste de la fin des années 1900. En 1910, le rendement des mines décline, en 1913 une crue détruit de nombreux bâtiments puis un incendie en 1923, après lequel 25 blocs d'habitation disparaissent. La population de la ville décline alors fortement. En 2018, on compte encore 300 habitants mais peu de services ou magasins : pas d'épicerie, de station-service, de médecin ou de pharmacie mais un tribunal avec deux juges, qui y viennent quelques jours par semaine.
Le 31 octobre 1864, le Nevada devient le 36e État des États-Unis. Il absorbe en 1866 le comté de Pah-Ute du territoire de l'Arizona, à l'ouest du fleuve Colorado. D'autres filons d'or et d'argent furent découverts au début du XXe siècle (Tonopah et Rhyolite).

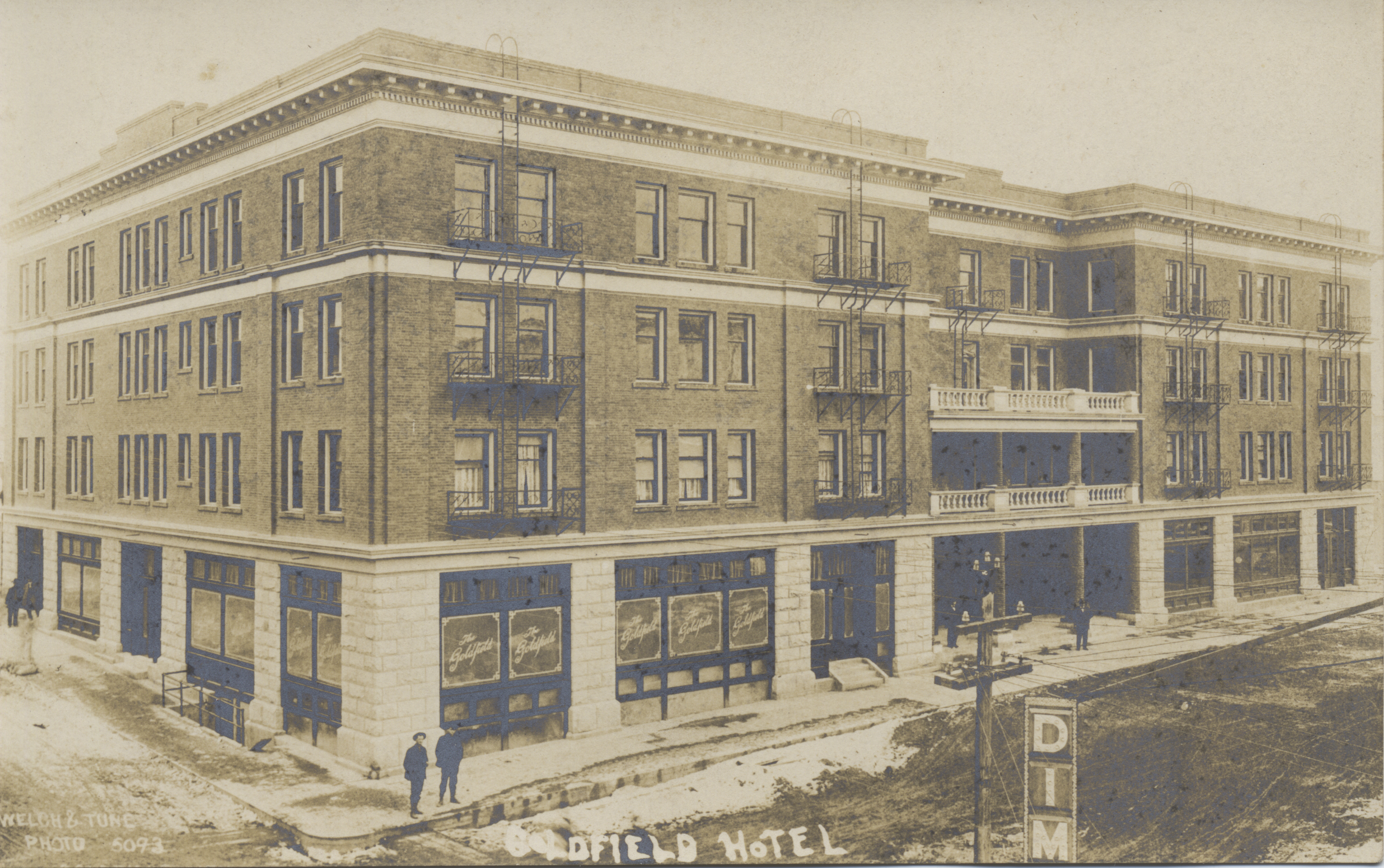
Le Goldfield Hotel.
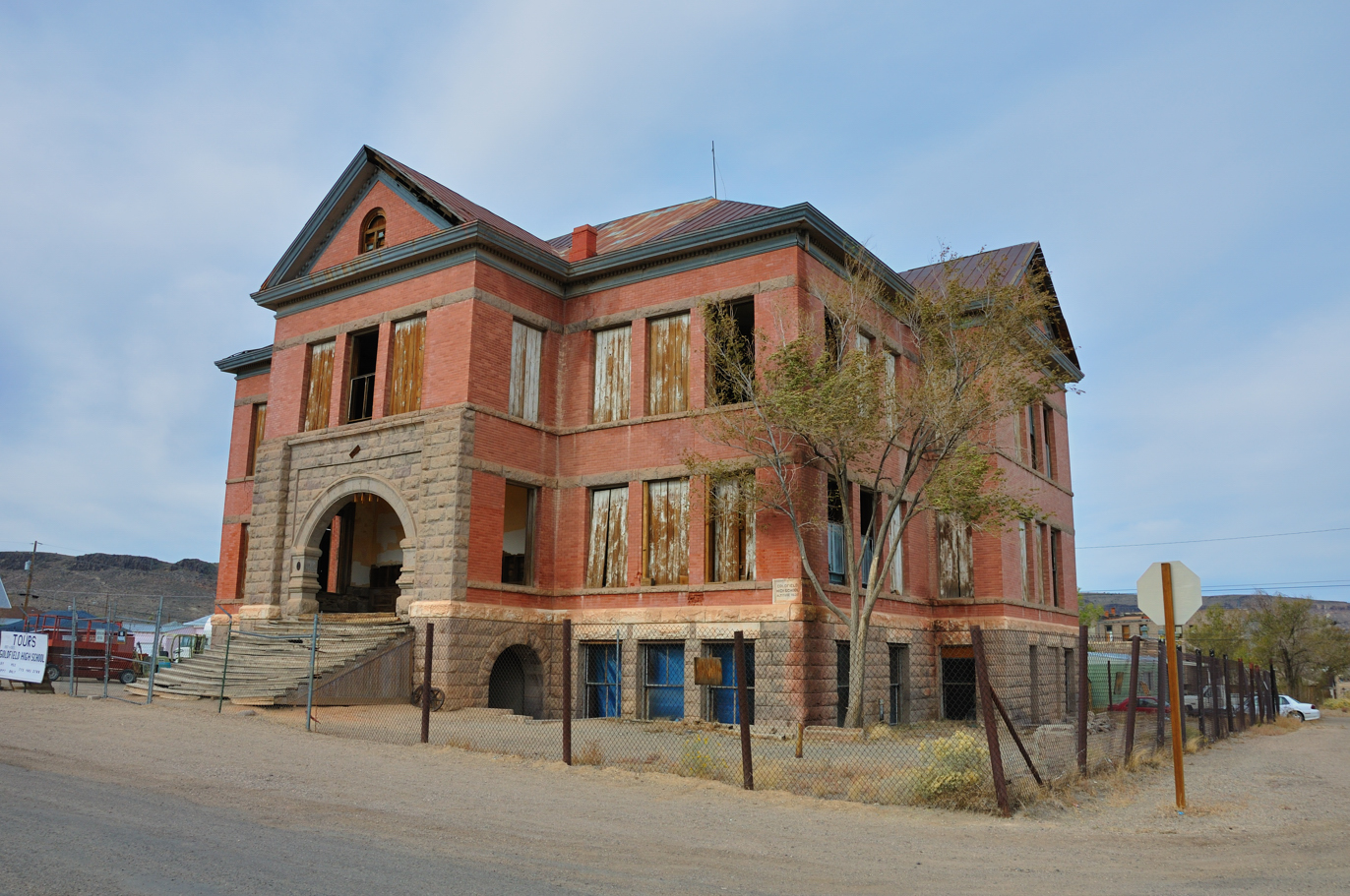
École abandonnée.
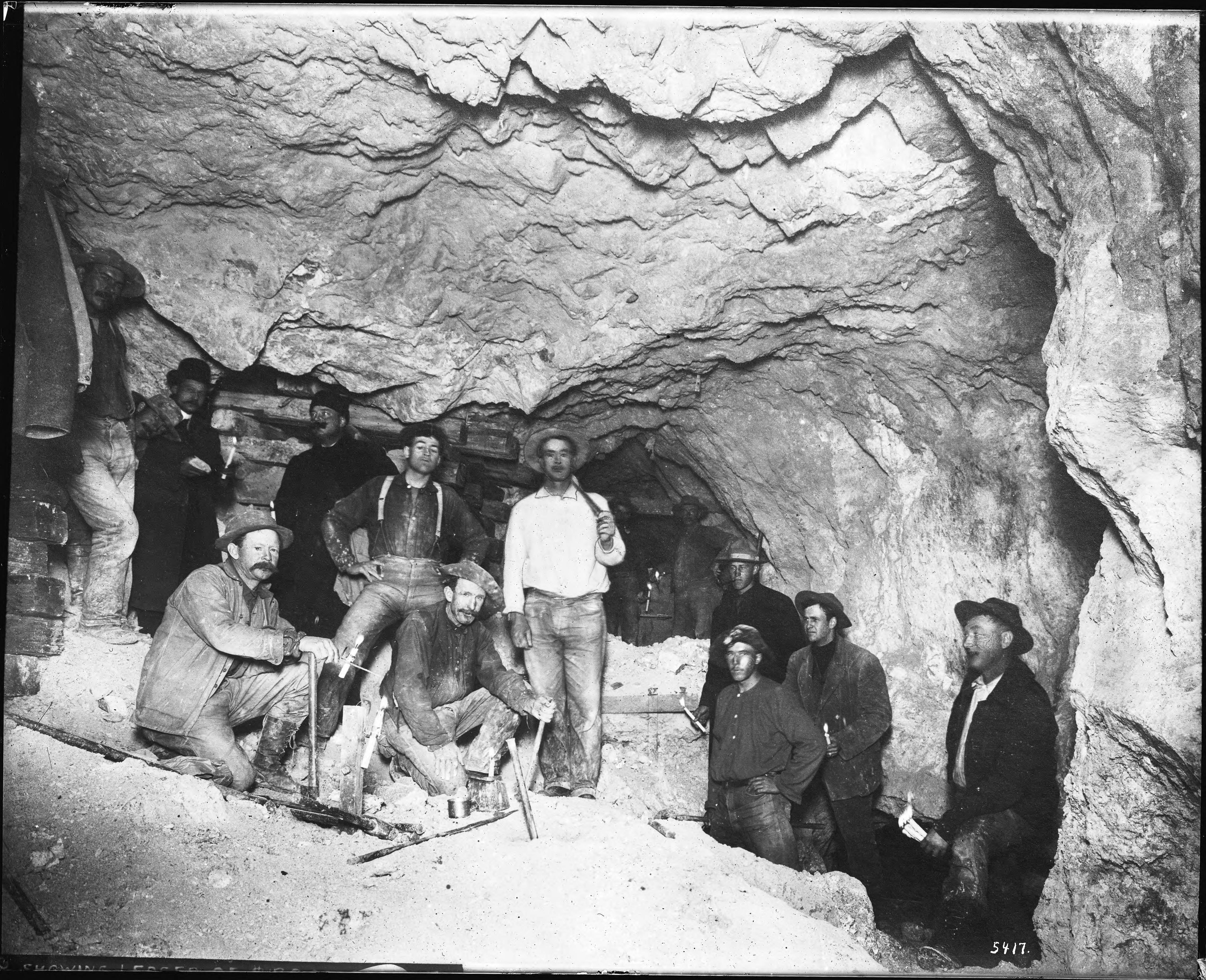
Intérieur d'une mine.
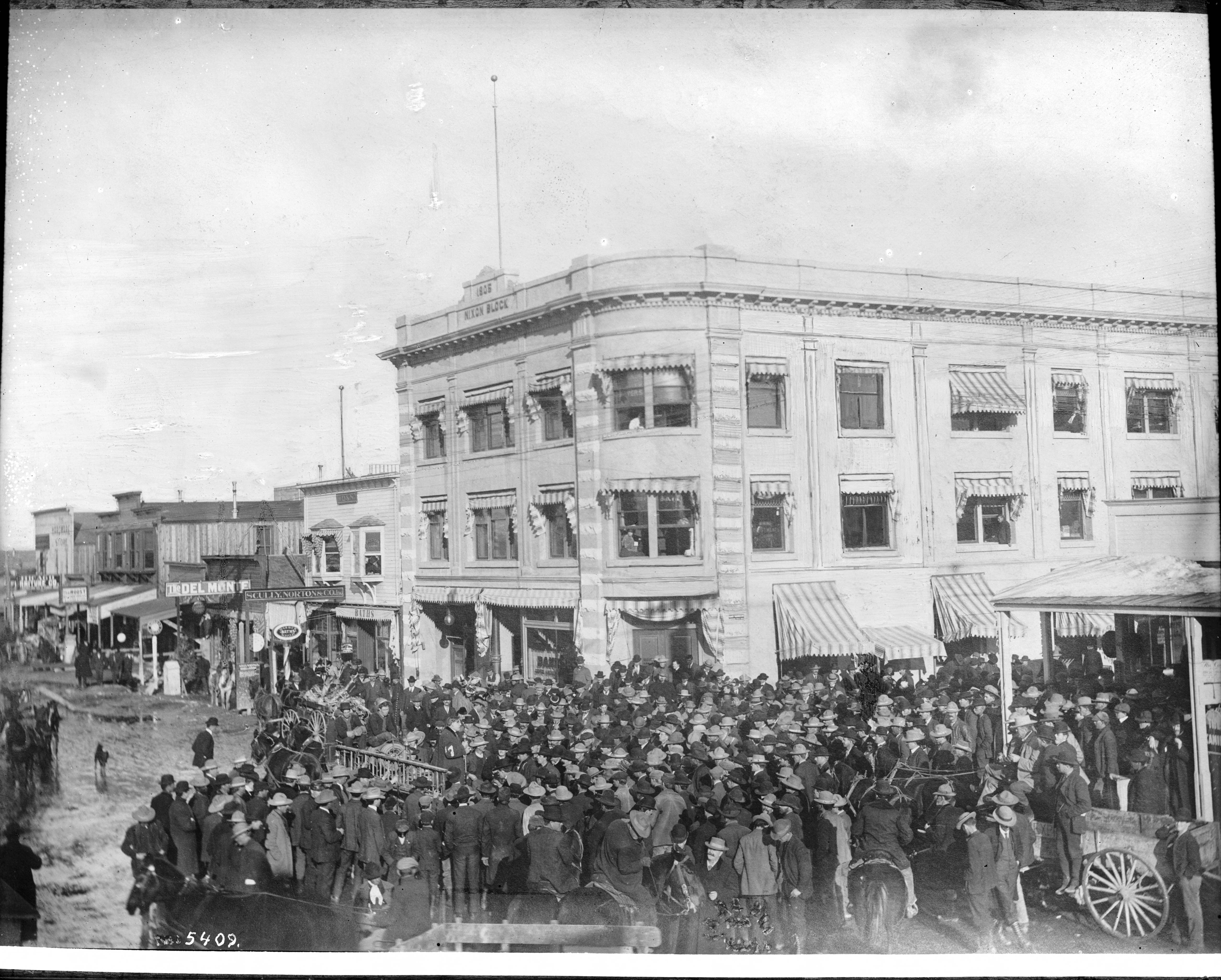

## Au cinéma et à la télévision
Les parties du film Point limite zéro de Richard C. Sarafian concernant la radio fictive KOW ont été tournées à Goldfield. De même, la ville a servi de décor au tournage du film Desert Blue et de plusieurs épisodes de la série télévisée State Trooper de Rod Cameron.
L'acteur Brad Dexter, connu pour tenir le rôle de Harry Luck dans Les Sept Mercenaires, y naquit.